# آرييل نغوكام
آرييل ثييري نغوكام (بالفرنسية: Ariel Ngueukam)‏، لاعب كرة قدم كاميروني.
احترف سابقاً في أندية في فنلندا ونادي دنيزلي سبور التركي ونادي الخور القطري.

## روابط خارجية
- آرييل نغوكام على موقع اتحاد تركيا (لاعب) (الإنجليزية)
- آرييل نغوكام على موقع قاعدة بيانات كرة القدم.إي يو (الإنجليزية)
- آرييل نغوكام على موقع Soccerway.com (الإنجليزية)
- آرييل نغوكام على موقع عالم كرة القدم.نت (الإنجليزية)